# 9562 Memling
9562 Memling è un asteroide della fascia principale. Scoperto nel 1987, presenta un'orbita caratterizzata da un semiasse maggiore pari a 3,0914248 UA e da un'eccentricità di 0,1812062, inclinata di 3,52731° rispetto all'eclittica. Porta il nome del pittore fiammingo Hans Memling.